# 米科拉伊夫卡 (舊維里夫卡市鎮)
49°32′15″N 35°55′52″E / 49.53750°N 35.93111°E
米科拉伊夫卡（烏克蘭語：Миколаївка）是位於烏克蘭東部的村莊，由哈爾科夫州别列斯京区的舊維里夫卡市鎮負責管轄。該村始建於1732年，處於別列斯托瓦河畔，面積1.78平方公里，海拔高度124米，2001年人口883。